# آنتیاک فورک (ویرجینیا)
آنتیاک فورک (به انگلیسی: Antioch Fork) یک منطقهٔ مسکونی در ایالات متحده آمریکا است که در شهرستان کارولین، ویرجینیا واقع شده است. آنتیاک فورک ۶۴٫۰۱ متر بالاتر از سطح دریا واقع شده است.